# Ево стојим ту
Ево стојим ту је једанаести студијски албум српске музичке групе  група. Албум је објављен 2. априла 2016. године за издавачку кућу ПГП РТС и првобитно је био доступан у дигиталном формату и на компакт-диску.

## О албуму
Албум отвара нова верзија песме Води ме кући, првобитно објављене 1988. године, на издању Има наде. Једна од одлика албума је и одсуство звука клавијатура, које су у значајној мери биле заступљене на претходна два студијска издања групе.

## Списак песама
| №               | Назив                    | Аутор(и)                                                         | Трајање |  |
| 1.              | Води ме кући анђеле      | Н. Чутурило (т) · М. Костић (а) · Д. Јелић (м, а) · П. Јелић (а) | 3:38    |  |
| 2.              | Један од оних дана       | Н. Чутурило (т) · Д. Јелић (м, а) · П. Јелић (а)                 | 3:28    |  |
| 3.              | Ево стојим ти            | Н. Чутурило (т) · Д. Јелић (м, а) · П. Јелић (а)                 | 3:36    |  |
| 4.              | Паника                   | П. Јелић (т, а) · Д. Јелић (м, а)                                | 3:36    |  |
| 5.              | Жао ми је што нисам твој | Б. Ђорђевић (т) · Ж. Јелић (м, а)                                | 3:24    |  |
| 6.              | Ко                       | Н. Чутурило (т) · Д. Јелић (м, а) · П. Јелић (а)                 | 3:38    |  |
| 7.              | Све или ништа            | Б. Јанковић (т, м, а) · Д. Јелић (м, а) · П. Јелић (а)           | 3:26    |  |
| 8.              | Узалуд                   | Н. Чутурило (т) · Д. Јелић (м, а) · П. Јелић (а)                 | 4:03    |  |
| 9.              | А банки је 7             | Б. Ђорђевић (т) · Ж. Јелић (м, а)                                | 4:00    |  |
| 10.             | На крилима ветра         | Б. Јанковић (т, м, а) · Д. Јелић (м, а) · П. Јелић (а)           | 3:44    |  |
| 11.             | Живео сам једном         | Н. Чутурило (т) · Д. Јелић (м, а) · П. Јелић (а)                 | 5:15    |  |
| Укупно трајање: | Укупно трајање:          | Укупно трајање:                                                  | 41:48   |  |

- [1]

## Музичари
- група:
  - Живорад Жика Јелић — бас-гитара, вокал
  - Драги Јелић — гитара, вокал
  - Петар Јелић — гитара, вокал
  - Игор Малешевић — бубњеви[1]

## Остале заслуге
- Александар Хабић — продуцент
- Богдан Браковић — тонски сниматељ
- Оливер Јовановић — мастеровање[1]

## Рецензије
| Медиј     | Аутор рецензије | Оцена         | Изв.  |
| --------- | --------------- | ------------- | ----- |
| Балканрок | Петар Костић    | 7/10 звездица | [ 4 ] |
|           | Еди Грубор      | 8/10 звездица | [ 5 ] |
|           | Бранимир Локнер | без оцене     | [ 6 ] |